# Anne-Christine Poisson
Anne-Christine Poisson (ur. 29 grudnia 1955 w Étampes) – francuska polityk i działaczka związkowa, posłanka do Parlamentu Europejskiego IV kadencji.

## Życiorys
Kształciła się w szkole rolniczej, studiowała także matematykę, fizykę i chemię. Zawodowo związana z rolnictwem i organizacjami związkowymi rolników. Weszła w skład biura krajowego Coordination rurale, objęła także funkcję wiceprzewodniczącej tego związku z departamencie Essonne.
W 1994 uzyskała mandat eurodeputowanej IV kadencji z ramienia Ruchu dla Francji, który zorganizował Philippe de Villiers. W PE zasiadała do 1999. W 1996 dołączyła do Zgromadzenia na rzecz Republiki. Od tegoż roku do 2002 była zastępczynią mera Méréville. Politycznie później związana z eurosceptyczną partią Powstań Francjo.